# 道頓堀 (テレビドラマ)
『道頓堀』（どうとんぼり）は、1968年4月3日から1969年3月26日までよみうりテレビ制作・日本テレビ系列にて放送されていた日本のテレビドラマ。

## 概要・内容
舞台は明治時代の大阪・道頓堀。二人の子供のいる芝居茶屋のお茶子・しげと大部屋役者・松之助の夫婦、しげに横恋慕している芝居茶屋の主人・忠兵衛、そんな関係を心配している初代鴈治郎らの人間模様と、後にうなぎ屋「うな勢」を出す美代、たい焼き屋、“味の店”を出す八重、六十郎、市助らの商魂などを、大阪の人々の当時のグルメ・流行など巷の話題、道頓堀の町の歴史の紹介などを織り交ぜて描いた。
原作は週刊読売に連載され、連載とテレビドラマ放送の同時進行が行われた。

## 放映データ
- 放映期間：1968年4月3日〜1969年3月26日
- 放映曜日・放映時間帯：毎週水曜21:30〜22:26（JST）
- 放映話数：全51話
- モノクロ放送

## 出演
- 松之助：長門裕之
- 中村鴈治郎：中村扇雀
- しげ：稲垣美穂子
- 八重：小山明子
- 忠兵衛：遠藤辰雄
- 美代：伊藤栄子
- 源助（水売り）：田村高廣
- 森光子
- 市助（番頭）：南都雄二
- きく（市助の娘）：坂本スミ子
- 六十郎（薬行商人）：長門勇
- 藤山寛美
- 良太郎：沢本忠雄
- 弥之助：曽我廼家五郎八
- 曽我廼家明蝶
- 朝丘雪路
- 辰吉（魚屋）：田崎潤
- お久：花柳小菊
- 山本學
- 藤岡琢也
- 甚八：大村崑
- 節子：磯村みどり
- お咲：仁木多鶴子
- 石山健二郎
- 月丘千秋
- 安吉：鳳啓助
- ふく：京唄子
- お妙：丸山みどり
- 渡辺ふみ子

- 一郎：倉丘伸太郎
- 久造：柳谷寛
- 殿山泰司
- 原知佐子
- 正司歌江
- 中村是好
- 尾上鯉之助
- 菅井一郎
- 毛利菊枝
- 南利明
- 北あけみ
- 梅津栄
- 夏目俊二
- 永井秀明
- 上方柳次・柳太
- 本郷秀雄
- 中村芳子
- 髙田次郎
- 戸上城太郎
- 三浦策郎
- 小林勝彦
- 西岡慶子
- 香月京子
- 島田景一郎
- 笑福亭松鶴
- 阿井美千子
- 津島道子
- 松岡与志雄

- 西尾三枝子
- 永田光男
- 杉山光宏
- 八木小文楽
- 千葉蝶三郎
- 武原英子
- 西山嘉孝
- 藤山喜子
- 田中三津子
- 山田桂子
- 宮田成見
- 志摩靖彦
- 山口幸生
- 市川男女之助
- 河上一夫
- 酒井靖乃
- 波田久夫
- 北見唯一
- 森下鉄朗
- 千葉敏郎
- 北原将光
- 沢田トモ
- 乃木年雄
- 梶川武利
- 森秀人
- 田中弘史
- 原和子
- 語り手：端田宏三

## スタッフ
- プロデューサー：矢部章
- 原作・脚本：花登筺
- 演出：荻野慶人
- 音楽：加納光記
- 制作：よみうりテレビ

## 主題歌
- 『道頓堀行進曲』歌：坂本スミ子（作詞：日比繁二郎、作曲：塩尻精八）

## サブタイトル
- 第1話（1968年4月3日）から第19話（1968年8月7日）までサブタイトル無し
- 第20話「冷血の愛」 （8月14日）
- 第21話「窮余の策」 （8月21日）
- 第22話「熱湯の愛」 （8月28日）
- 第23話「目には目を」 （9月4日）
- 第24話「女の執念」 （9月11日）
- 第25話「女ごころ」 （9月18日）
- 第26話「花嫁衣裳」 （9月25日）
- 第27話「嫁ふたり」 （10月2日）
- 第28話「三人姉妹」 （10月9日）
- 第29話「チボの指」 （10月16日）
- 第30話「別離」 （10月23日）
- 第31話「半助はん」 （10月30日）
- 第32話「カフェ誕生」 （11月6日）
- 第33話「仇敵」 （11月13日）
- 第34話「悪だくみ」 （11月20日）
- 第35話「正義の怒り」 （11月27日）
- 第36話「報復する女」 （12月4日）
- 第37話「悲喜こもごも」 （12月11日）
- 第38話「きっかけ」 （12月18日）
- 第39話「生き金死に金」 （12月25日）
- 第40話「赤い灯青い灯」 （1969年1月8日）
- 第41話「謎の女」 （1月15日）
- 第42話「女の幸福」 （1月22日）
- 第43話「新旧対立」 （1月29日）
- 第44話「女の賭け」 （2月5日）
- 第45話「花と銭」 （2月12日）
- 第46話「女の炎」 （2月19日）
- 第47話「飼猫の爪」 （2月26日）
- 第48話「道頓堀行進曲」 （3月5日）
- 第49話「岸に立つ女」 （3月12日）
- 第50話「川面の竹」 （3月19日）
- 第51話「水商売の女」 （3月26日）